# Psalmenüberschriften
Die meisten Psalmen im Buch der Psalmen sind mit Psalmenüberschriften versehen, die von kurzen Verfasserangaben über heute kaum mehr verständliche musikalische Angaben bis zu mehrere Sätze langen Situationsschilderungen reichen. Heute wird weithin angenommen, dass die hebräischen Psalmenüberschriften nachträglich über die Psalmtexte gesetzt wurden. Dies geschah aus theologischen und redaktionellen Gründen.

## Überschriften im hebräischen Text
Die hebräischen Psalmüberschriften können aus folgenden, verschiedenartigen Einzelelementen bestehen, wobei jedoch nicht bei allen Angaben der ursprüngliche Sinn rekonstruiert werden kann:
- Gattungsangaben, z. B.:
  - hebräisch מִזְמוֹר mizmōr „Lied (mit Instrumentalbegleitung)“,
  - hebräisch משקיל maskil „Kunstlied“ (?),
  - hebräisch תהלה tehilla Jubel, Psalm,
  - hebräisch הללויה halleluja Halleluja.
- Zuschreibung an eine Person oder Personengruppe. Fast die Hälfte der Psalmen werden König David zugesprochen, was mit der „Davidisierung“ des Buches in nachexilischer Zeit zusammenhängt. Neben den Davidpsalmen gibt es Asafpsalmen und Korachpsalmen, Psalmen, die Jerusalemer Sängergilden zugesprochen werden. Aber auch Mose oder Salomo werden als Psalmendichter genannt.
- Kultisch-liturgische Zweckangabe, z. B.:
  - hebräisch לְתוֹדדָה letōdāh „zum Dankopfer“,
  - zur Wallfahrt zum Jerusalemer Tempel.
- Musikalisch-technische Angabe, Angabe der Melodien und/oder Instrumente, z. B.:
  - „auf der Scheminith“ (hebräisch על־השׁמינית ‘al-haššəmînît), einer achtsaitigen Kinnor
  - mit Harfen „nach Alamot“ (hebräisch על־עלמות ‘al-‘alāmôt)
- Situationsangabe in der Biografie Davids. Dabei hat Davids Biografie Modellcharakter: diese Psalmüberschriften regen an, den betreffenden Psalm in eigenen, ähnlichen Lebenssituationen zu beten.[1]

Der Psalter ist in fünf Bücher unterteilt, und mit jedem neuen Buch wechselt das Überschriftensystem. Besonders markant ist das beim Übergang von Psalm 89 (3. Buch) zu Psalm 90 (4. Buch). Die Überschriften in den ersten drei Büchern (Psalmen 1 bis 89) sind vielfältiger als in den beiden letzten Büchern (Psalmen 90 bis 150). Hier, im letzten Teil des Psalters, finden sich auch die meisten überschriftlosen Psalmen.
Zum Verständnis der Psalmüberschriften sind die Bücher der Chronik wichtig. Zunächst begegnen etliche der in Psalmüberschriften genannten Sänger und Sängergruppen hier wieder: Asaf 1 Chr 15,17 , Etan 1 Chr 6,29 , Heman 1 Chr 6,318 , Jedutun 1 Chr 16,3  und die Korachiten 1 Chr 6,7 . In der Liste des Kultpersonals 1 Chr 15,16–24  werden eine kultisch-liturgische und zwei musikalisch-technische Angaben erwähnt, die in Psalmüberschriften ebenfalls vorkommen. Die Chronik nennt in diesem Passus:
- Obersänger mit bronzenen Zimbeln,
- Musiker zweiten Ranges mit Harfen,
- Musiker zweiten Ranges mit Leiern („auf dem achtsaitigen Instrument“).

David tritt in den Büchern der Chronik nicht als Dichter von Psalmen auf. Allerdings könnte sich 2 Chr 7,6  auf eine Sammlung von Davidspsalmen beziehen. Für die Chronikbücher ist David vor allem der Begründer und Organisator der gesamten Tempelmusik.

## Überschriften im griechischen Text
In der Septuaginta und in den von ihr abhängigen Übersetzungen wie der Vulgata haben alle Psalmen eine Überschrift, mit Ausnahme der beiden ersten. Der Septuaginta-Psalter hat somit mehr und teilweise andere Überschriften als der hebräische Psalter; dahinter steht wohl eine vom masoretischen Text abweichende hebräische Texttradition. Bereits in hellenistischer Zeit wurden die musikalischen Angaben des hebräischen Textes in großen Teilen nicht mehr verstanden. Die entsprechend kryptischen griechischen Übertragungen boten später Anlass zu vielfältiger symbolischer und mystischer Interpretation.

## Liste der hebräischen und griechischen Überschriften
| Nr. MT | Hebräische Psalmüberschrift (Elberfelder Bibel) | Nr. LXX   | Griechische Psalmüberschrift (Septuaginta deutsch) |
| 1      | | 1         | |
| 2      | | 2         | |
| 3      | Ein Psalm. Von David (לדויד). Als er vor seinem Sohn Absalom floh. | 3         | Ein Psalm, bezogen auf David (τώ Δαυίδ), als er floh vor dem Angesicht Abessaloms, seines Sohnes. |
| 4      | Dem Chorleiter. Mit Saitenspiel. Ein Psalm. Von David. | 4         | Auf das Ende hin, unter den Psalmen; ein Lied, bezogen auf David. |
| 5      | Dem Chorleiter. Zu Flöten. Ein Psalm. Von David. | 5         | Auf das Ende hin, über die, die erbt; ein Psalm, bezogen auf David. |
| 6      | Dem Chorleiter. Mit Saitenspiel. Auf der Scheminith. Ein Psalm. Von David. | 6         | Auf das Ende hin, unter den Hymnen, über die Achte, ein Psalm, bezogen auf David. |
| 7      | Ein Schiggajon von David, das er dem HERRN sang wegen der Worte des Benjaminiten Kusch. | 7         | Ein Psalm, bezogen auf David, den er dem Herrn gesungen hat, über die Worte des Chusi, des Sohnes des Jemeni. |
| 8      | Dem Chorleiter. Nach der Gittit. Ein Psalm. Von David. | 8         | Auf das Ende hin, über die Keltern, ein Psalm, bezogen auf David. |
| 9      | Dem Chorleiter. Almuth Labben. Ein Psalm. Von David. | 9         | Auf das Ende hin, über die verborgenen Dinge des Sohnes; ein Psalm, bezogen auf David. |
| 10     | |           | Auf das Ende hin, über die verborgenen Dinge des Sohnes; ein Psalm, bezogen auf David. |
| 11     | Dem Chorleiter. Von David. | 10        | Auf das Ende hin; ein Psalm, bezogen auf David. |
| 12     | Dem Chorleiter. Auf der Scheminith. Ein Psalm. Von David. | 11        | Auf das Ende hin, über die Achte; ein Psalm, bezogen auf David. |
| 13     | Dem Chorleiter. Ein Psalm. Von David. | 12        | Auf das Ende hin; ein Psalm, bezogen auf David. |
| 14     | Dem Chorleiter. Von David. | 13        | Auf das Ende hin; ein Psalm, bezogen auf David. |
| 15     | Ein Psalm. Von David. | 14        | Ein Psalm, bezogen auf David. |
| 16     | Ein Miktam. Von David. | 15        | Eine Säuleninschrift, bezogen auf David. |
| 17     | Ein Gebet. Von David. | 16        | Ein Gebet, von David. |
| 18     | Dem Chorleiter. Von dem Knecht des HERRN, von David, der die Worte dieses Liedes zum HERRN redete an dem Tag, als der HERR ihn gerettet hatte aus der Hand aller seiner Feinde und aus der Hand Sauls. [Und er sprach: …]               | 17        | Auf das Ende hin; bezogen auf David, den Knecht des Herrn; was er redete zum Herrn, die Worte dieses Liedes, am Tag, an dem ihn der Herr errettete aus der Hand aller seiner Feinde und aus der Hand Sauls. [Und er sprach: …]                         |
| 19     | Dem Chorleiter. Ein Psalm. Von David. | 18        | Auf das Ende hin; ein Psalm, bezogen auf David. |
| 20     | Dem Chorleiter. Ein Psalm. Von David. | 19        | Auf das Ende hin; ein Psalm, bezogen auf David. |
| 21     | Dem Chorleiter. Ein Psalm. Von David. | 20        | Auf das Ende hin; ein Psalm, bezogen auf David. |
| 22     | Dem Chorleiter. Nach Hirschkuh der Morgenröte. Ein Psalm. Von David. | 21        | Auf das Ende hin, über den Beistand am Morgen; ein Psalm, bezogen auf David. |
| 23     | Ein Psalm. Von David. | 22        | Ein Psalm, bezogen auf David. |
| 24     | Von David. Ein Psalm. | 23        | Ein Psalm, bezogen auf David. Am ersten [Tag] der Woche. |
| 25     | Von David. | 24        | Ein Psalm, bezogen auf David. |
| 26     | Von David. | 25        | Von David. |
| 27     | Von David. | 26        | Von David, vor der Salbung. |
| 28     | Von David. | 27        | Von David. |
| 29     | Ein Psalm. Von David. | 28        | Ein Psalm, bezogen auf David; am Ausgang[stag] des Zelt[fest]es. |
| 30     | Ein Psalm. Ein Lied zur Einweihung des Hauses. Von David. | 29        | Auf das Ende hin; ein Psalmlied zur Weihe des Hauses, bezogen auf David. |
| 31     | Dem Chorleiter. Ein Psalm. Von David. | 30        | Auf das Ende hin; ein Psalm, bezogen auf David; aus Verwirrung. |
| 32     | Von David. Ein Maskil. | 31        | Bezogen auf David; aus Einsicht. |
| 33     | | 32        | Bezogen auf David. |
| 34     | Von David. Als er sich vor Abimelech wahnsinnig stellte und dieser ihn wegtrieb und er fortging. | 33        | Bezogen auf David, als er sein Angesicht vor Abimelech veränderte und der ihn verstieß und er wegging. |
| 35     | Von David. | 34        | Bezogen auf David. |
| 36     | Dem Chorleiter. Vom Knecht des HERRN. Von David. | 35        | Auf das Ende hin; bezogen auf David, den Knecht des Herrn. |
| 37     | Von David. | 36        | Von David. |
| 38     | Ein Psalm. Von David. Zum Gedächtnis. | 37        | Ein Psalm, bezogen auf David; zur Erinnerung, über den Sabbat. |
| 39     | Dem Chorleiter. Für Jedutun. Ein Psalm. Von David. [Ich sprach: …] | 38        | Auf das Ende hin, bezogen auf Idithun; ein Lied, bezogen auf David. |
| 40     | Dem Chorleiter. Von David. Ein Psalm. | 39        | Auf das Ende hin; bezogen auf David, ein Psalm. |
| 41     | Dem Chorleiter. Ein Psalm. Von David. | 40        | Auf das Ende hin; ein Psalm, bezogen auf David. |
| 42     | Dem Chorleiter. Ein Maskil. Von den Söhnen Korachs. | 41        | Auf das Ende hin; zur Einsicht, bezogen auf die Sohne Kores. |
| 43     | | 42        | Ein Psalm, bezogen auf David. |
| 44     | Dem Chorleiter. Von den Söhnen Korachs. Ein Maskil. | 43        | Auf das Ende hin; bezogen auf die Söhne Kores, zur Einsicht; ein Psalm. |
| 45     | Dem Chorleiter. Nach Schoschannim. Von den Söhnen Korachs. Ein Maskil. Ein Liebeslied. | 44        | Auf das Ende hin, über die, die verändert werden sollen; bezogen auf die Söhne Kores, zur Einsicht; ein Lied, über den Geliebten. |
| 46     | Dem Chorleiter. Von den Söhnen Korachs. Nach Alamoth. Ein Lied. | 45        | Auf das Ende hin; über die Söhne Kores, über die verborgenen Dinge, ein Psalm. |
| 47     | Dem Chorleiter. Von den Söhnen Korachs. Ein Psalm. | 46        | Auf das Ende hin; über die Söhne Kores, ein Psalm. |
| 48     | Ein Lied. Ein Psalm. Von den Söhnen Korachs. | 47        | Ein Psalmlied, bezogen auf die Söhne Kores; am zweiten [Tag] der Woche. |
| 49     | Dem Chorleiter. Von den Söhnen Korachs. Ein Psalm. | 48        | Auf das Ende hin; bezogen auf die Söhne Kores, ein Psalm. |
| 50     | Ein Psalm. Von Asaf. | 49        | Ein Psalm, bezogen auf Asaph. |
| 51     | Dem Chorleiter. Ein Psalm. Von David. Als der Prophet Nathan zu ihm kam, nachdem er zu Batseba eingegangen war. | 50        | Auf das Ende hin; ein Psalm, bezogen auf David. Als Nathan, der Prophet, zu ihm kam, nachdem er zu Bersabee hineingegangen war. |
| 52     | Dem Chorleiter. Ein Maskil. Von David. Als Doëg, der Edomiter, kam und dem Saul berichtete und ihm sagte: David ist in das Haus Ahimelechs gekommen.                                                                                    | 51        | Auf das Ende hin; aus Einsicht, bezogen auf David. Als der Idumäer Doek kam und Saul meldete und zu ihm sagte: David kam in das Haus Abimelechs. |
| 53     | Dem Chorleiter. Al-Machalath. Ein Maskil. Von David. | 52        | Auf das Ende hin, über Maeleth; aus Einsicht, bezogen auf David. |
| 54     | Dem Chorleiter. Mit Saitenspiel. Ein Maskil. Von David. Als die Sifiter kamen und zu Saul sprachen: Hält sich David nicht bei uns verborgen?                                                                                            | 53        | Auf das Ende hin, unter den Hymnen; aus Einsicht, bezogen auf David; als die Ziphäer kamen und zu Saul sprachen: Siehe, hat sich David nicht bei uns verborgen?                                                                                        |
| 55     | Dem Chorleiter. Mit Saitenspiel. Ein Maskil. Von David. | 54        | Auf das Ende hin, unter den Hymnen; aus Einsicht, bezogen auf David. |
| 56     | Dem Chorleiter. Nach: Die Taube der fernen Inseln. Von David. Ein Miktam. Als die Philister ihn zu Gat ergriffen. | 55        | Auf das Ende hin, für das Volk, das fern ist von den Heiligen; bezogen auf David, für eine Säuleninschrift, als die Andersstämmigen ihn in Gath ergriffen.                                                                                             |
| 57     | Dem Chorleiter. Nach der Melodie: Verdirb nicht! Von David. Ein Miktam. Als er vor Saul in die Höhle floh. | 56        | Auf das Ende hin; verdirb nicht; bezogen auf David, für eine Säuleninschrift, als er vor dem Angesicht Sauls in die Höhle floh. |
| 58     | Dem Chorleiter. Nach der Melodie: Verdirb nicht! Von David. Ein Miktam. | 57        | Auf das Ende hin; verdirb nicht; bezogen auf David, für eine Säuleninschrift. |
| 59     | Dem Chorleiter. Nach der Melodie: Verdirb nicht! Von David. Ein Miktam. Als Saul sandte und sie das Haus bewachten, um ihn zu töten. | 58        | Auf das Ende hin; verdirb nicht; bezogen auf David, für eine Säuleninschrift, als Saul hinsandte und sein Haus bewachen ließ, um ihn zu töten. |
| 60     | Dem Chorleiter. Nach Schuschan. Ein Zeugnis. Ein Miktam. Von David. Zum Lehren. Als er stritt mit den Syrern von Mesopotamien und mit den Syrern von Zoba, und Joab zurückkehrte und die Edomiter im Salztal schlug, zwölftausend Mann. | 59        | Auf das Ende hin; für die, die verändert werden sollen, für eine Säuleninschrift; bezogen auf David, zur Unterweisung, als er das Mesopotamien Syriens und Syrien Soba in Brand steckte und Joab umkehrte und das Salztal schlug. zwölftausend [Mann]. |
| 61     | Dem Chorleiter. Auf Saitenspiel. Von David. | 60        | Auf das Ende hin, unter den Hymnen; bezogen auf David. |
| 62     | Dem Chorleiter. Nach Jedutun. Ein Psalm. Von David. | 61        | Auf das Ende hin, über Idithun; ein Psalm, bezogen auf David. |
| 63     | Ein Psalm. Von David. Als er in der Wüste Juda war. | 62        | Ein Psalm, bezogen auf David, als er in der Wüste Judäas war. |
| 64     | Dem Chorleiter. Ein Psalm. Von David. | 63        | Auf das Ende hin; ein Psalm, bezogen auf David. |
| 65     | Dem Chorleiter. Ein Psalm. Von David. Ein Lied. | 64        | Auf das Ende hin; ein Psalm, bezogen auf David, ein Lied, von Jeremia und Ezechiel, aus dem Bericht über den Aufenthalt in der Fremde, als sie auswandern wollten.                                                                                     |
| 66     | Dem Chorleiter. Ein Lied. Ein Psalm. | 65        | Auf das Ende hin; ein Psalmlied; [später, wahrscheinlich christlicher Zusatz: von der Auferstehung]. |
| 67     | Dem Chorleiter. Mit Saitenspiel. Ein Psalm. Ein Lied. | 66        | Auf das Ende hin, unter den Hymnen; ein Psalmlied. |
| 68     | Dem Chorleiter. Von David. Ein Psalm. Ein Lied. | 67        | Auf das Ende hin; ein Psalmlied, bezogen auf David. |
| 69     | Dem Chorleiter. Nach Schoschannim. Von David. | 68        | Auf das Ende hin; über die, die verändert werden sollen, bezogen auf David. |
| 70     | Dem Chorleiter. Von David. Zum Gedächtnis. | 69        | Auf das Ende hin; bezogen auf David, zur Erinnerung, damit mich der Herr errettet. |
| 71     | | 70        | Bezogen auf David; von den Söhnen Jonadabs und den ersten in die Gefangenschaft geratenen. |
| 72     | Von Salomo. | 71        | Für Salomon. |
| 73     | Ein Psalm. Von Asaf. | 72        | Ein Psalm, bezogen auf Asaph. |
| 74     | Ein Maskil. Von Asaf. | 73        | Aus Einsicht, bezogen auf Asaph. |
| 75     | Dem Chorleiter. Nach der Melodie: Verdirb nicht! Ein Psalm. Von Asaf. Ein Lied. | 74        | Auf das Ende hin; verdirb nicht; ein Psalmlied, bezogen auf Asaph. |
| 76     | Dem Chorleiter. Mit Saitenspiel. Ein Psalm. Von Asaf. Ein Lied. | 75        | Auf das Ende hin, unter den Hymnen; ein Psalm, bezogen auf Asaph, ein Lied, gegen die Assyrer. |
| 77     | Dem Chorleiter. Nach Jedutun. Von Asaf. Ein Psalm. | 76        | Auf das Ende hin, über Idithun; bezogen auf Asaph, ein Psalm. |
| 78     | Ein Maskil. Von Asaf. | 77        | Aus Einsicht, bezogen auf Asaph. |
| 79     | Ein Psalm. Von Asaf. | 78        | Ein Psalm, bezogen auf Asaph. |
| 80     | Dem Chorleiter. Nach Schoschannim. Ein Zeugnis. Von Asaf . Ein Psalm. | 79        | Auf das Ende hin, über die, die verändert werden sollen; ein Zeugnis, bezogen auf Asaph, ein Psalm, über den Assyrer. |
| 81     | Dem Chorleiter. Nach der Gittit. Von Asaf. | 80        | Auf das Ende hin, über die Keltern; bezogen auf Asaph, ein Psalm. |
| 82     | Ein Psalm. Von Asaf. | 81        | Ein Psalm, bezogen auf Asaph |
| 83     | Ein Lied. Ein Psalm. Von Asaf. | 82        | Ein Psalmlied, bezogen auf Asaph. |
| 84     | Dem Chorleiter. Nach der Gittit. Von den Söhnen Korachs. Ein Psalm. | 83        | Auf das Ende hin, über die Keltern; bezogen auf die Söhne Kores, ein Psalm. |
| 85     | Dem Chorleiter. Von den Söhnen Korachs. Ein Psalm. | 84        | Auf das Ende hin; bezogen auf die Söhne Kores, ein Psalm. |
| 86     | Ein Gebet. Von David. | 85        | Ein Gebet, bezogen auf David. |
| 87     | Von den Söhnen Korachs. Ein Psalm. Ein Lied. | 86        | Ein Psalmlied, bezogen auf die Söhne Kores. |
| 88     | Ein Lied. Ein Psalm. Von den Söhnen Korachs. Dem Chorleiter. Nach Machalath zu singen. Ein Maskil. Von Heman, dem Esrachiter. | 87        | Ein Psalmlied, bezogen auf die Söhne Kores; auf das Ende hin, über Maeleth, um zu antworten; aus Einsicht, bezogen auf Aiman, den Israeliten. |
| 89     | Ein Maskil. Von Etan, dem Esrachiter. | 88        | Aus Einsicht, bezogen auf Aithan, den Israeliten. |
| 90     | Ein Gebet von Mose, dem Mann Gottes. | 89        | Ein Gebet, von Mose, dem Mann Gottes. |
| 91     | | 90        | Ein Loblied, bezogen auf David. |
| 92     | Ein Psalm. Ein Lied. Für den Tag des Sabbats. | 91        | Ein Psalmlied, für den Sabbattag. |
| 93     | | 92        | Für den Tag vor dem Sabbat, als die Erde besiedelt worden ist; ein Loblied, bezogen auf David. |
| 94     | | 93        | Ein Psalm, bezogen auf David; am vierten [Tag] der Woche. |
| 95     | | 94        | Ein Loblied, bezogen auf David. |
| 96     | | 95        | Als das Haus aufgebaut wurde nach der Gefangenschaft; ein Lied, bezogen auf David. |
| 97     | | 96        | Bezogen auf David, wenn sein Land aufgerichtet wird. |
| 98     | Ein Psalm. | 97        | Ein Psalm, bezogen auf David. |
| 99     | | 98        | Ein Psalm, bezogen auf David. |
| 100    | Ein Psalm. Zum Dankopfer. | 99        | Ein Psalm, zum Lobpreis. |
| 101    | Von David. Ein Psalm. | 100       | Bezogen auf David, ein Psalm. |
| 102    | Gebet eines Elenden, wenn er verzagt ist und seine Klage vor dem HERRN ausschüttet. | 101       | Ein Gebet, bezogen auf den Armen, wenn er ermattet ist und gegenüber dem Herrn sein Flehen ausschüttet. |
| 103    | Von David. | 102       | Bezogen auf David. |
| 104    | | 103       | Bezogen auf David |
| 105    | | 104       | Alleluia. |
| 106    | Halleluja. | 105       | Alleluia. |
| 107    | | 106       | Alleluia. |
| 108    | Ein Lied. Ein Psalm. Von David. | 107       | Ein Psalmlied, bezogen auf David. |
| 109    | Dem Chorleiter. Von David. Ein Psalm. | 108       | Auf das Ende hin; bezogen auf David, ein Psalm. |
| 110    | Von David. Ein Psalm. | 109       | Bezogen auf David. Ein Psalm. |
| 111    | Halleluja. | 110       | Alleluia. |
| 112    | Halleluja. | 111       | Alleluia. |
| 113    | Halleluja. | 112       | Alleluia. |
| 114    | | 113       | Alleluia. |
| 115    | | 113       | Alleluia. |
| 116    | | 114       | Alleluia. |
| 116    | 115 | Alleluia. | |
| 117    | | 116       | Alleluia. |
| 118    | | 117       | Alleluia. |
| 119    | | 118       | Alleluia. |
| 120    | Ein Wallfahrtslied. | 119       | Ein Lied der Stufen. |
| 121    | Ein Wallfahrtslied. | 120       | Ein Lied der Stufen. |
| 122    | Ein Wallfahrtslied. Von David. | 121       | Ein Lied der Stufen. |
| 123    | Ein Wallfahrtslied. | 122       | Ein Lied der Stufen. |
| 124    | Ein Wallfahrtslied. Von David. | 123       | Ein Lied der Stufen. |
| 125    | Ein Wallfahrtslied. | 124       | Ein Lied der Stufen. |
| 126    | Ein Wallfahrtslied. | 125       | Ein Lied der Stufen. |
| 127    | Ein Wallfahrtslied. Von Salomo. | 126       | Ein Lied der Stufen, bezogen auf Solomon. |
| 128    | Ein Wallfahrtslied. | 127       | Ein Lied der Stufen. |
| 129    | Ein Wallfahrtslied. | 128       | Ein Lied der Stufen. |
| 130    | Ein Wallfahrtslied. | 129       | Ein Lied der Stufen. |
| 131    | Ein Wallfahrtslied. Von David. | 130       | Ein Lied der Stufen, bezogen auf David. |
| 132    | Ein Wallfahrtslied. | 131       | Ein Lied der Stufen. |
| 133    | Ein Wallfahrtslied. Von David. | 132       | Ein Lied der Stufen, bezogen auf David. |
| 134    | Ein Wallfahrtslied. | 133       | Ein Lied der Stufen, bezogen auf David. |
| 135    | Halleluja. | 134       | Alleluia. |
| 136    | | 135       | Alleluia. |
| 137    | | 136       | Bezogen auf David. |
| 138    | Von David. | 137       | Bezogen auf David. |
| 139    | Dem Chorleiter. Von David. Ein Psalm. | 138       | Auf das Ende hin; ein Psalm, bezogen auf David. |
| 140    | Dem Chorleiter. Ein Psalm. Von David. | 139       | Auf das Ende hin; ein Psalm, bezogen auf David. |
| 141    | Ein Psalm. Von David. | 140       | Ein Psalm, bezogen auf David. |
| 142    | Ein Maskil. Von David. Als er in der Höhle war. Ein Gebet. | 141       | Aus Einsicht, bezogen auf David, als er in der Höhle war; ein Gebet. |
| 143    | Ein Psalm. Von David. | 142       | Ein Psalm, bezogen auf David, als der Sohn ihn verfolgt. |
| 144    | Von David. | 143       | Bezogen auf David, in Bezug auf Goliath. |
| 145    | Ein Lobgesang. Von David. | 144       | Ein Loblied, bezogen auf David. |
| 146    | Halleluja. | 145       | Alleluia; von Haggai und Sacharja. |
| 147    | Halleluja. | 146       | Alleluia; von Haggai und Sacharja. |
| 147    | Halleluja. | 147       | Alleluia; von Haggai und Sacharja. |
| 148    | Halleluja. | 148       | Alleluia; von Haggai und Sacharja. |
| 149    | Halleluja. | 149       | Alleluia. |
| 150    | Halleluja. | 150       | Alleluia. |
|        | | 151       | Dieser Psalm ist eigens verfasst im Hinblick auf David, und [er steht] außerhalb der Zählung; als er allein kämpfte gegen Goliath. |